# Neuburg an der Donau
Neuburg an der Donau es una localidad ubicada en el paso del río Danubio, capital del distrito de Neuburg-Schrobenhausen en Baviera, Alemania.

## Historia
Neuburg fue la capital del Ducado del Palatinado-Neoburgo, que formaba parte del Sacro Imperio Romano Germánico. Ocupada por los suecos en 1632, sería liberada por las tropas católicas después de su victoria en la batalla de Nördlingen (1634).
El 30 de junio de 1972, Neuburg del Danubio era una ciudad perteneciente a la región administrativa de Suabia. Con la entrada en vigor de la reforma de Baviera el 1 de julio de 1972 se erigió fuera de la ciudad y las zonas de los distritos de Neuburg y Schrobenhausen, formaron el nuevo distrito de Neuburg del Danubio. Este nuevo distrito se trasladó a la región de Alta Baviera.
Neuburg del Danubio tiene un muro defensivo alrededor de la ciudad vieja. En el casco antiguo se localizan algunas instituciones de alto prestigio, como el «Birdland Jazz Neuburg Club», uno de los mejores lugares para las audiciones de jazz en Alemania.

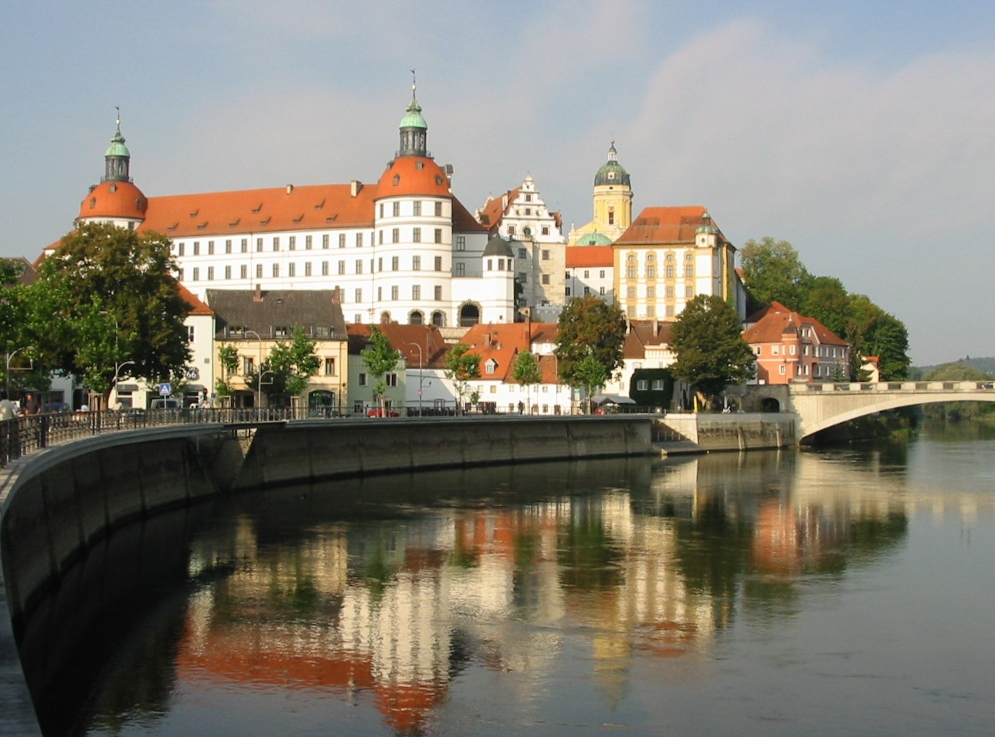
Vista del Castillo de Neoburgo al fondo, con el paso del río Danubio.

## Ciudades hermanadas
Neuburg está hermanada con las siguientes ciudades:
- Sète, Francia
- Jeseník, República Checa